# Litoria wapogaensis
Espèce
Statut de conservation UICN

 DD  : Données insuffisantes
Litoria wapogaensis est une espèce d'amphibiens de la famille des Pelodryadidae.

## Répartition
Cette espèce est endémique de Nouvelle-Guinée occidentale en Indonésie. Elle se rencontre dans la province de Papouasie à environ 1 100 m d'altitude dans le bassin supérieur du fleuve Wapoga,.

## Étymologie
Son nom d'espèce, composé de wapoga et du suffixe latin -ensis, « qui vit dans, qui habite », lui a été donné en référence au lieu de sa découverte, le fleuve Wapoga.

## Publication originale
- Richards & Iskandar, 2001 : A new species of tree frog (Anura, Hylidae, Litoria) from the mountains of Irian Jaya, Indonesia. Alytes, vol. 18, fasc. 3, p. 141-152.